# Hogna helluo
Hogna helluo este o specie de păianjeni din genul Hogna, familia Lycosidae. A fost descrisă pentru prima dată de Walckenaer, 1837. Conform Catalogue of Life specia Hogna helluo nu are subspecii cunoscute.